# العركبة
نعمان وجبلان العركبة هي المعروفة حالياً بمنطقة وصاب وهي وصاب العالي وصاب السافل وهي بلد كثيرة القرى والحصون وبلد واسع الخيرات كثير الزرع والعسل وتربية المواشي وكثرة المرعى..

مدينة عركبة ووصاب ذكرها ياقوت الحموي في كتابة معجم البلدان بانها جبل يحاذي زبيد باليمن وبها عدة قرى وحصون وأهلها عصاة لا طاعة عليهم لسلطان اليمن إلا عنوة. سكنها الوصابيون ونسبهم من وصاب بن سهل وينتهي بـ أيمن بن الهميسع بن حمير بن سبا بن يشجب بن يعرب بن قحطان وكانت لهم دولة مستقلة لهم وهي دولة الشراحيون وحكموا منها جزء كبير من تهامة ومن ملوكها آل يوسف من أيام المعتصم باللة إلى أيام المعتمد 
نعمان اسم عربي اصيل من الشخصيات العربية اللذين تسمو به الصحابي نعمان بن بشير والملك النعمان كان أحد ملولك الحجازة قبل الإسلام والكثير من الشخصيات المتميزة كانو يحملون اسم نعمان ولم يسبق ان أحد المجرمين أو الخارجين عن القانون يحمل هذا الاسم..